# Fritz Siedentopf

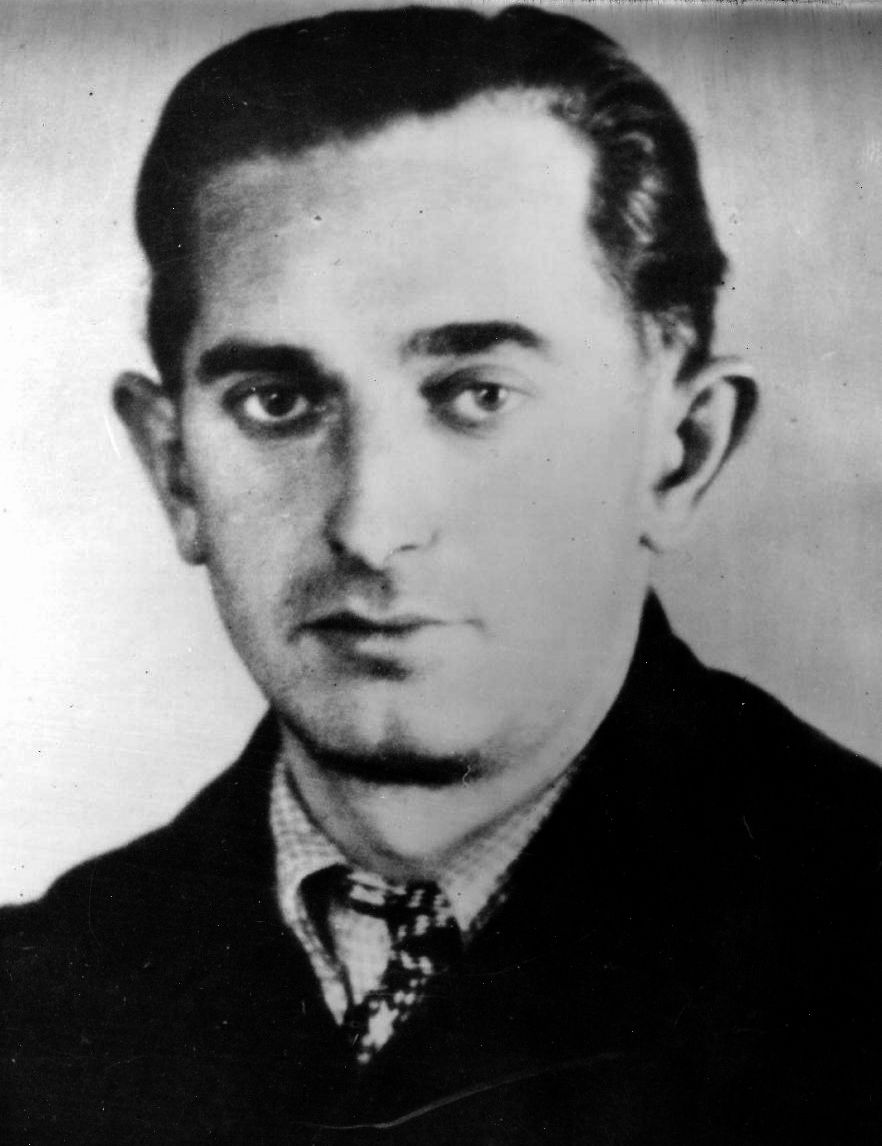
Porträtbild Siedentopfs

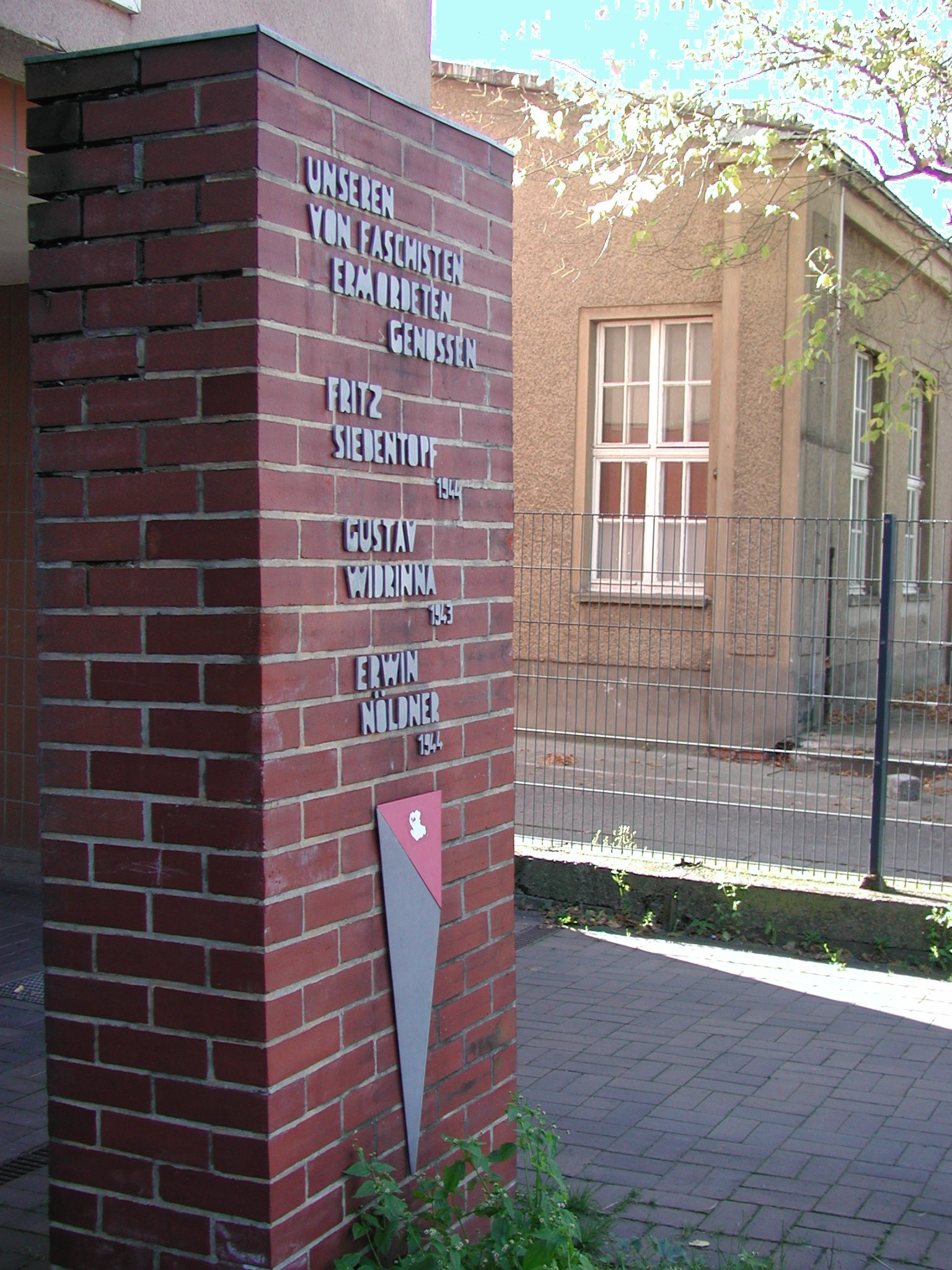
Gedenkstele vor der ehemaligen Firma Auert

Fritz Siedentopf (* 14. April 1908 in Güsten; † 28. August 1944 in Brandenburg-Görden) war ein deutscher Kommunist und Widerstandskämpfer gegen das NS-Regime.

## Leben
Siedentopf erlernte den Beruf des Schlossers. Nach dem Tod seiner Eltern zog er Anfang der 1930er Jahre nach Berlin. 1932 trat Siedentopf der Kommunistischen Partei Deutschlands (KPD) bei.
Nach der „Machtergreifung“ der Nationalsozialisten 1933 beteiligte sich Siedentopf am Widerstandskampf der KPD. Er wurde von seiner Partei beauftragt, illegal Flugblätter, Schriften, Zeitungen und weiteres Material in Kleinformat herzustellen. Zu diesem Zweck wohnte er illegal unter dem Decknamen „Krüger“ bei der ebenfalls im Widerstand aktiven Schneidermeisterin Emma Beyer in Berlin-Tempelhof, wo das Material hergestellt und gelagert wurde. Am 18. August 1934 wurde Siedentopf zusammen mit Emma Beyer verhaftet und ins Polizeipräsidium am Alexanderplatz gebracht. Die Untersuchungshaft verbrachte er in der Haftanstalt Berlin-Charlottenburg und war dann bis zum Beginn des Prozesses im KZ Lichtenstein inhaftiert. Am 13. Dezember 1934 wurde er vom Kammergericht Berlin wegen „Vorbereitung zum Hochverrat“ zu vier Jahren Zuchthaus verurteilt. Seine Strafe verbüßte er in den Zuchthäusern Luckau und Brandenburg-Görden sowie im Lager Dessau/Roßlau, in Torgau und auf dem Gefangenenwohnschiff Piesteritz.
Am 22. Dezember 1938 wurde Siedentopf aus der Haft entlassen. Er fand Arbeit als Stahlbauschlosser bei der Firma Erwin Auert in Berlin-Weißensee. Ab 1939 hatte Siedentopf Kontakt zu den kommunistischen Widerstandskämpfern Robert Uhrig und Franz Mett, die er bereits aus seiner Haftzeit in Luckau kannte. Siedentopf wurde Instrukteur der Uhrig-Gruppe und unterstützte Mett bei der Anleitung von Widerstandsgruppen in Betrieben, unter anderem bei der Knorr-Bremse AG in Lichtenberg und bei der Bamag-Meguin AG in Moabit. Bei Auert in Weißensee, wo er arbeitete, gründete Siedentopf eine Widerstandsgruppe. Für all diese Firmen sowie das AEG-Turbinenwerk stellte er Sabotageanleitungen her.
Am 4. Februar 1942 wurde Siedentopf erneut verhaftet und im Keller des Gestapogebäudes in der Burgstraße, im Polizeipräsidium Alexanderplatz und dann im KZ Sachsenhausen festgehalten. Ab August 1943 saß er in Untersuchungshaft in Berlin-Plötzensee. Von September bis Mitte November 1943 war er im Arbeitseinsatz in Landsberg an der Warthe. Anschließend war er wieder in Berlin-Plötzensee inhaftiert. Am 15. Februar 1944 wurde Siedentopf angeklagt und am 6. Juli 1944 vom Volksgerichtshof in Potsdam wegen „Vorbereitung zum Hochverrat unter erschwerenden Umständen und Feindbegünstigung im Kriege“ zum Tode verurteilt. Am 28. August 1944 wurde Siedentopf im Zuchthaus Brandenburg-Görden mit dem Fallbeil enthauptet.

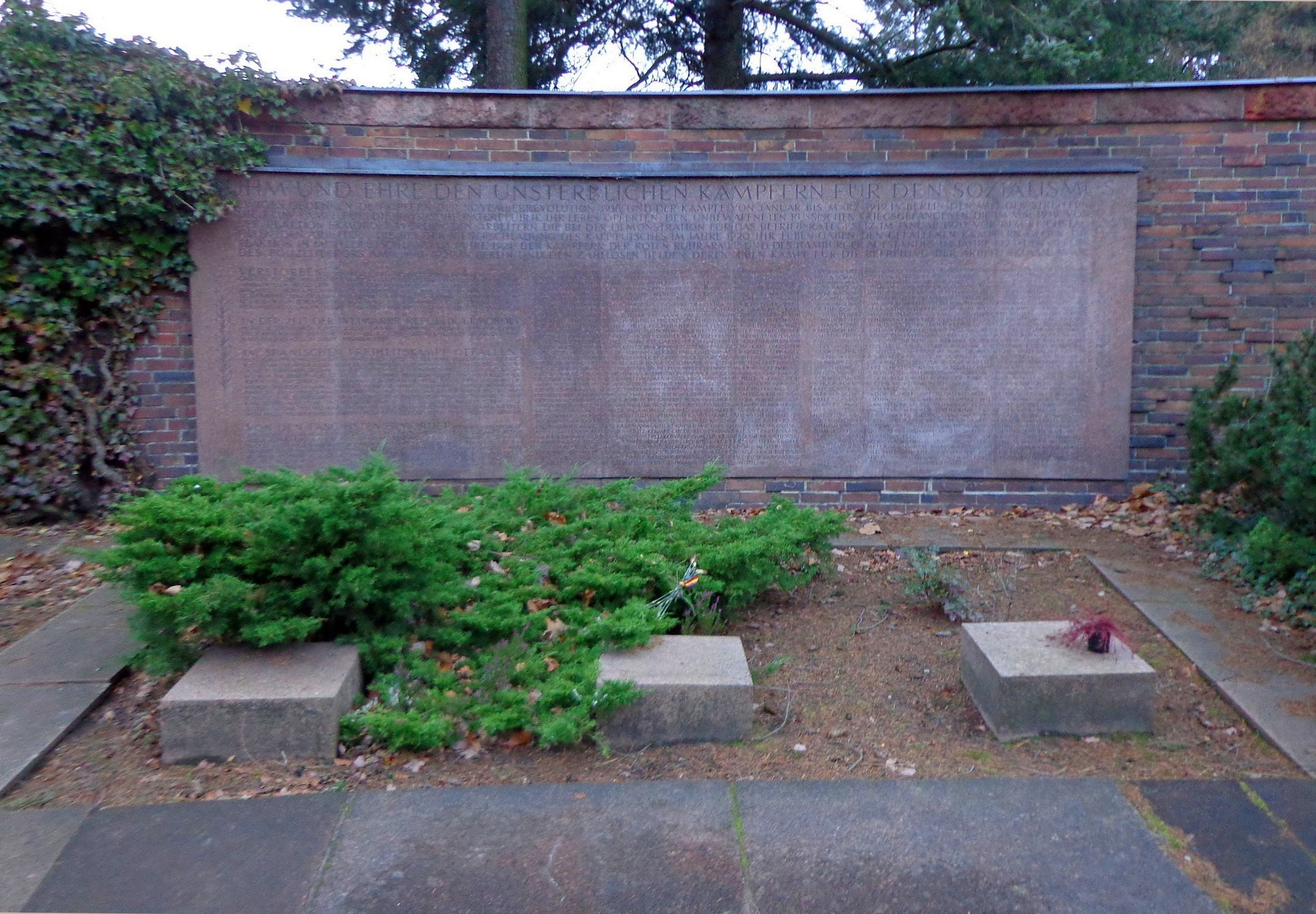
Gedenkstätte der Sozialisten, Porphyr-Gedenktafel an der Ringmauer mit Urnensammelgrab

Nach der Hinrichtung wurde sein Leichnam im Krematorium Brandenburg verbrannt. Im Jahr 1946 wurden zahlreiche Urnen mit der Asche von in der Zeit des Nationalsozialismus hingerichteten Widerstandskämpfern aus den damaligen Berliner Bezirken Lichtenberg, Kreuzberg und Prenzlauer Berg auf den Zentralfriedhof Friedrichsfelde überführt, von denen besonders viele im Zuchthaus Brandenburg-Görden enthauptet worden waren. Ihre sterblichen Überreste fanden schließlich in der 1951 eingeweihten Gedenkstätte der Sozialisten (Urnensammelgrab bei der großen Porphyr-Gedenktafel auf der rechten Seite der Ringmauer) ihren endgültigen Platz. Neben Fritz Siedentopf erhielten auf diese Weise auch viele andere Widerstandskämpfer eine würdige Grabstätte und einen Gedenkort.

## Ehrungen

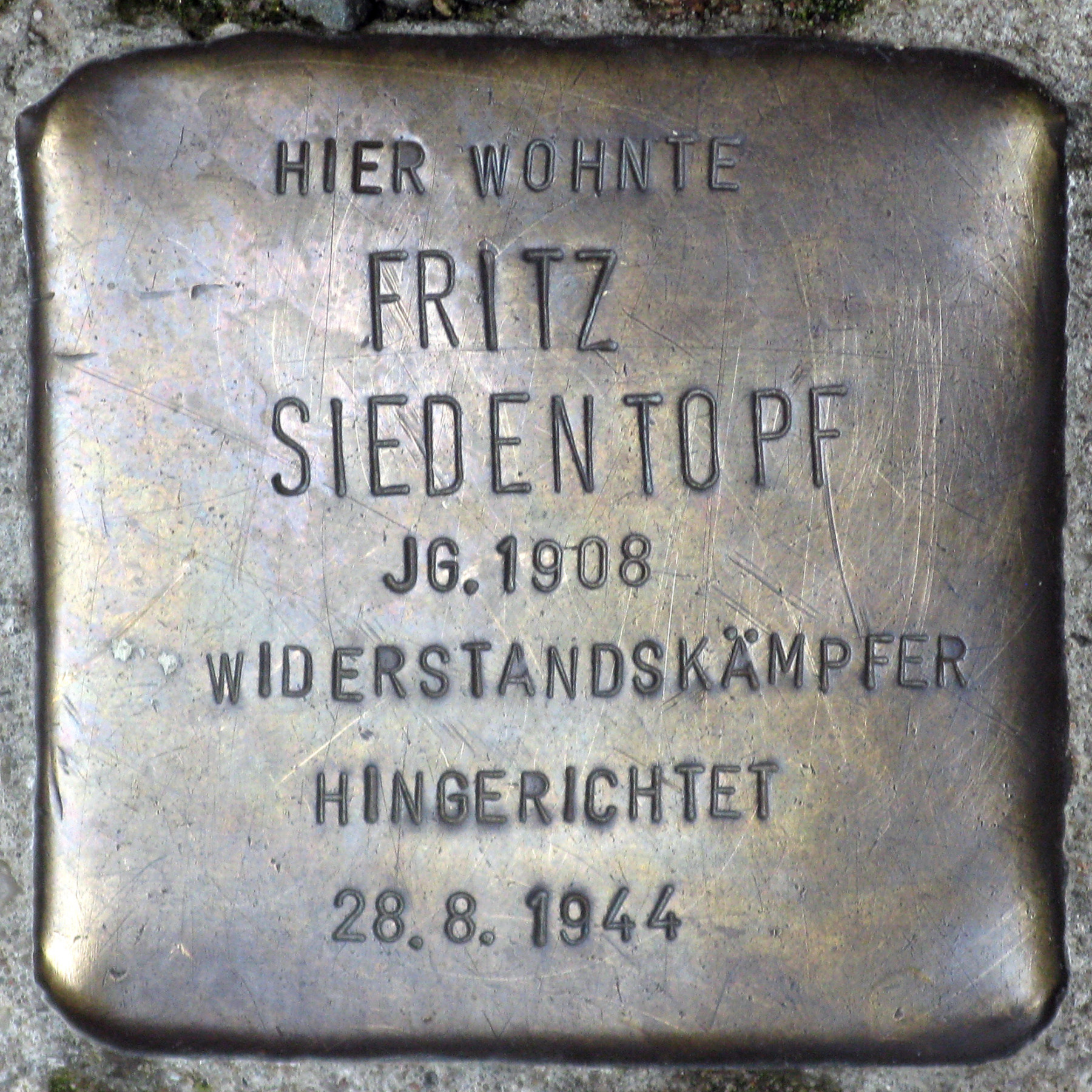
Stolperstein vor dem ehemaligen Wohnhaus Siedentopfs

- Eine Gedenkstele in Berlin-Weißensee (Liebermannstraße 30, ehemalige Auert-Werke) sowie ein Stolperstein in der Willibald-Alexis-Straße 15 (ehemaliges Wohnhaus) erinnern an Fritz Siedentopf.